# Francisco de Marco
Francisco de Marco (Dourado, 30 de novembro de 1918 - desconhecido), também apelidado como o Chico Vidraceiro, Monstro de Rio Claro e o Vampiro de Rio Claro foi um assassino em série e pedófilo brasileiro responsável pela morte de sete crianças no interior dos Estados de São Paulo e Minas Gerais, nas décadas de 1950, 1960 e 1980.
Considerado pela vizinhança como um homem humilde e pacato, Francisco foi um criminoso sexual convicto, cumprindo três penas de prisão por seus atos.

## Biografia
Francisco de Marco nasceu em 1918, na cidade de Dourado, no Estado de São Paulo. Filho de imigrantes italianos e lavradores que, mais tarde, se estabeleceram na cidade de Marília, no mesmo Estado.

### Década de 1950: primeiros crimes
Pouco se sabe sobre sua juventude e seus primeiros crimes. Porém, acredita-se que tenham sido cometidos em 1.º de março de 1953, na cidade de Marília. Francisco de Marco assassinou a filha de um vizinho, a menina Iracema Rubino dos Santos, de sete anos, por estupro e asfixia.
Na ocasião, Francisco tinha em torno de 31 anos, era casado e pai de três filhos.
Por este crime, foi julgado a 20 anos de prisão, cumprindo-os na Cadeia Pública de Marília com registro de bom comportamento. Contudo, Francisco de Marco fugiu após três anos de prisão, em 1956.

### Década de 1960: crimes em Minas Gerais
Ao se instalar na cidade de Ponte Nova em Minas Gerais, Francisco assumiu o nome falso de Darci Nogueira.
Em abril de 1961, Francisco foi responsável pela morte de duas crianças. A primeira foi uma menina de 14 anos.
A segunda vítima foi um menino de 12 anos (ou 15 anos, a depender das fontes). Esta vítima seria o garoto Antonio Carlos Fernandes, que testemunhou o crime cometido contra a garota e denunciou o caso à polícia. Uma semana depois do crime contra a garota, Francisco surpreendeu Antonio em um lugar ermo, cometeu violência sexual, matou-o com dois tiros e incendiou o corpo para dificultar a identificação.
Em julho de 1961, a polícia de Ponte Nova decretou prisão preventiva do acusado e se comunicou com várias unidades do Estado. Francisco de Marco foi encontrado em fuga já na cidade de Guaxupé, em Minas Gerais, a mais de 500 quilômetros de Ponte Nova.
Em setembro de 1961, ao ser transportado de trem de Ponte Nova para Marília com escolta de dois policiais, Francisco de Marco fugiu novamente. Aproveitando-se da lotação do vagão, jogou-se do trem em movimento. Foi recapturado poucos dias depois na casa de um sitiante, onde tinha pedido alimentação e remédios para tratar dos ferimentos sofridos na queda.
Estes crimes renderam a Francisco mais 30 anos de prisão, os quais foram cumpridos em várias cadeias do Estado de São Paulo.

### Década de 1980: crimes em São Paulo
Em 1981, quando estava preso na Casa de Detenção de São Paulo, Francisco de Marco recebeu o benefício de albergue familiar e se instalou na cidade de Rio Claro, onde possuía familiares .
Em 22 de outubro de 1982, matou e emasculou o menino Alberto Antônio Antonelli, de 11 anos, que trabalhava como engraxate. Seu corpo foi abandonado no Horto Florestal de Rio Claro.
Nos meses seguintes, vitimou o engraxate José Nogueira Neto (9 anos), Maria Márcia de Lima Carvalho (9 anos) e Moacir da Silva (11 anos), que foram abandonados em canaviais na cidade.
O modus operandi de Francisco de Marco consistia em oferecer doces e balas para as crianças e, em seguida, convidá-las para colher frutas em uma chácara. Após a violência sexual, cometia asfixia das vítimas e emasculação dos meninos.

### Prisão e julgamento
Em maio de 1984, o caso recebe atenção dos noticiários. Assim, antigos policiais da cidade de Marília (onde Francisco de Marco cumpriu sua primeira pena) associaram os novos casos ao crime brutal lá cometido em 1953. Isso acelerou a investigação e levou Francisco à prisão novamente, em junho de 1984.
Aos 66 anos, Francisco foi preso sem apresentar resistência, por estupro, morte e mutilação de quatro crianças na cidade de Rio Claro entre 1982 e 1984. Em sua casa, foram encontradas a escova de engraxate da primeira vítima na cidade e tubos de PVC utilizados para seviciar os meninos, e deixados junto aos seus cadáveres.

Indagado sobre o porquê dos crimes, Francisco de Marco responde:
"Às vezes perco o juízo e saio por aí, atrás de crianças."
O julgamento foi realizado em 31 de outubro de 1984, resultando em uma pena de mais 70 anos de prisão. Não se sabe o seu paradeiro, mas presume-se que já tenha falecido.

## Vítimas confirmadas
- Iracema Rubino dos Santos, 7 anos: morta em 1 de março de 1953;
- menina, 14 anos: morta em abril de 1961;
- Antonio Carlos Fernandes, 12 ou 15 anos: morto em abril de 1961;
- Alberto Antônio Antonelli, 11 anos: morto em 22 de outubro de 1982;
- José Nogueira Neto, 9 anos;
- Maria Márcia de Lima Carvalho, 9 anos;
- Moacir da Silva, 11 anos